# Pereire (stanice metra v Paříži)

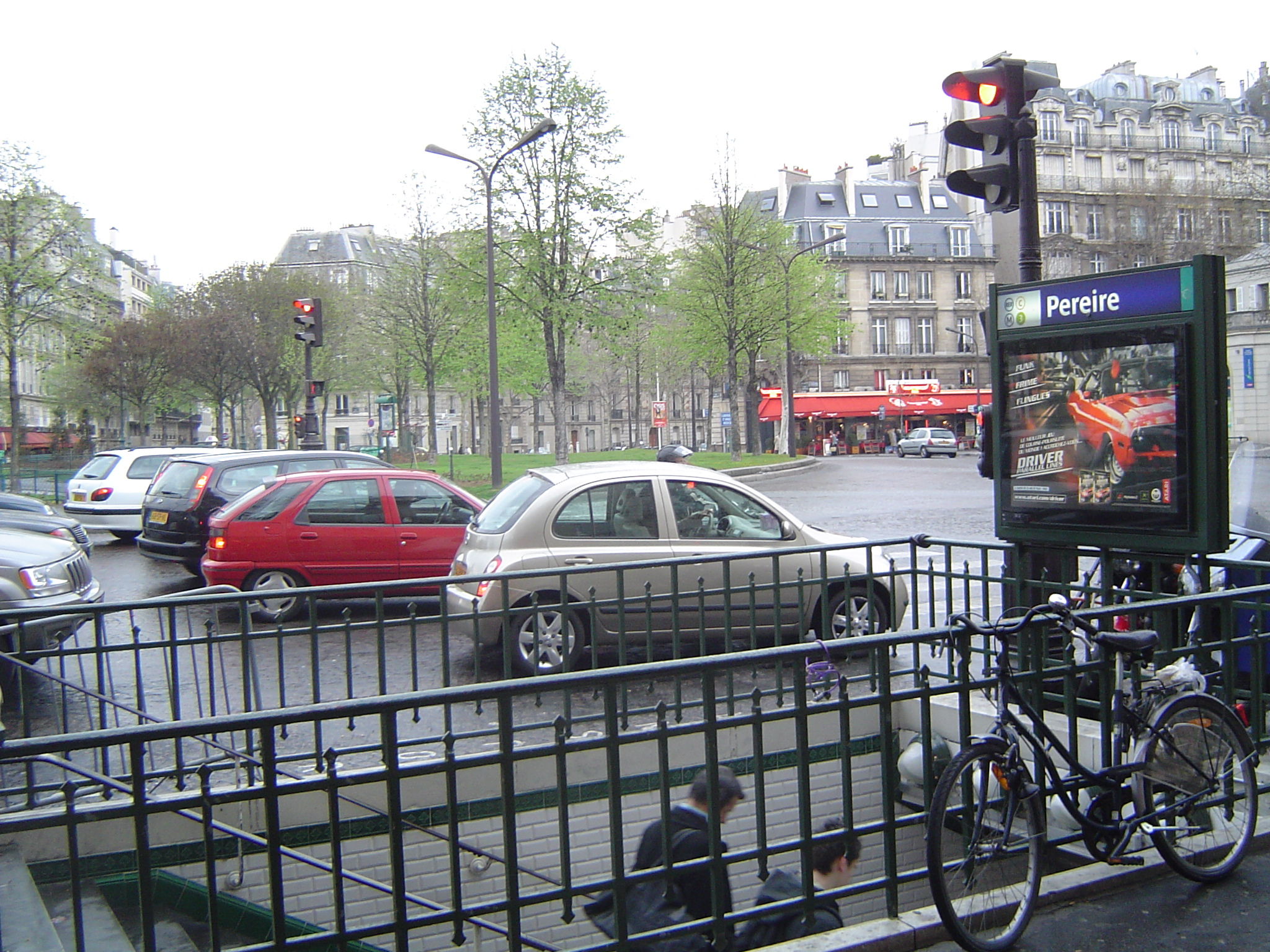
Vchod do stanice

Pereire je stanice pařížského metra na lince 3 v 17. obvodu v Paříži. Nachází se pod náměstím Place du Maréchal Juin. Ze stanice je možný přestup na stanici RER Pereire – Levallois.

## Historie
Stanice byla otevřena 23. května 1910 při prodloužení linky ze stanice Villiers. Linka zde končila do 15. února 1911, kdy byla dále rozšířena do stanice Porte de Champerret.
25. září 1988 byla zprovozněna linka RER C a otevřen přestup na její stanici Pereire – Levallois.

## Název
Jméno stanice je odvozeno od názvu ulice Boulevard Pereire. Bratři Émile (1800–1875) a Isaac (1806–1880) Pereirovi byli zakladateli železniční společnosti v jihozápadní Francii.
Na informačních tabulích je oficiální název stanice doplněn ještě podnázvem psaným malým písmem: Maréchal Juin podle náměstí, pod kterým se stanice nachází. Alphonse Juin (1888–1967) byl maršál Francie.